# Головка (ботаника)

Продольный разрез через голову, схематическое изображение

Головка — термин в ботанике, который описывает тип соцветия. Все цветки в головке расположены непосредственно на сжатой и утолщенной оси побега, а у основания часто имеется прицветник. 
Головку также называют головчатым верхоцветником или верхоцветной головкой, чтобы подчеркнуть разницу с корзинкой, которая тоже иметь шаровидную форму. 
Различные виды клевера часто образуют головки, которые при сравнении видов можно легко вывести из стелющихся соцветий.
По своему строению голова очень похожа на корзинку, но головка является верхоцветным типом соцветия. 

Головка с утолщенной осью, как только она не укорачивается типично, похожа на початок. Переход между этими типами соцветий плавный и легко наблюдается в случае с синеголовником. 

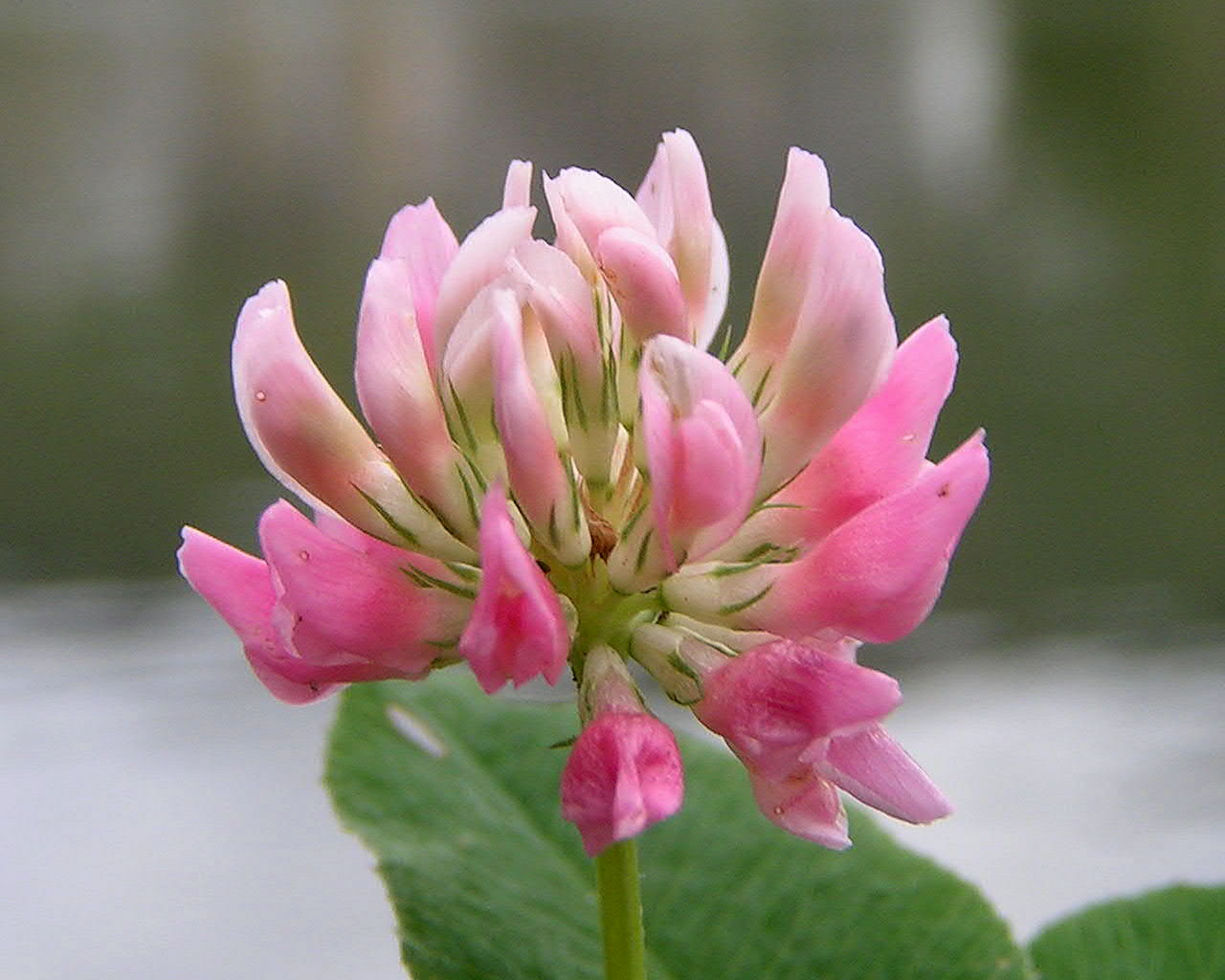
Клевер гибридный (Trifolium hybridum)
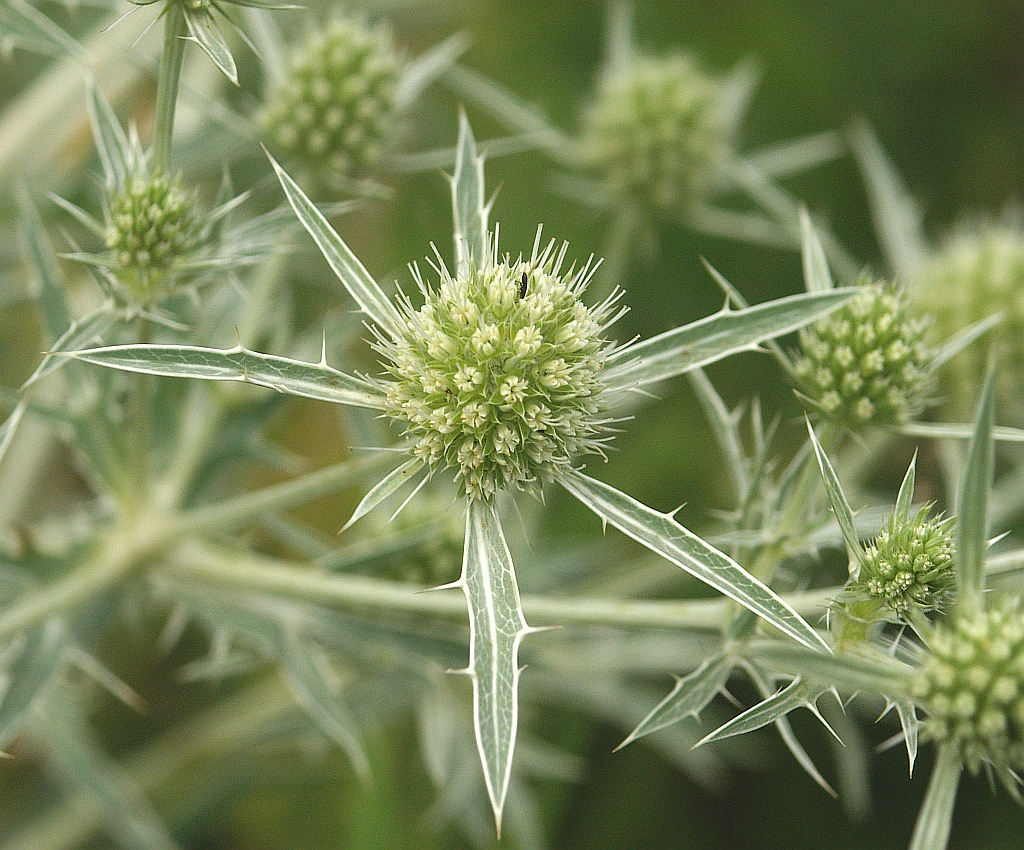
Синеголовник полевой (Eryngium campestre) с головкой
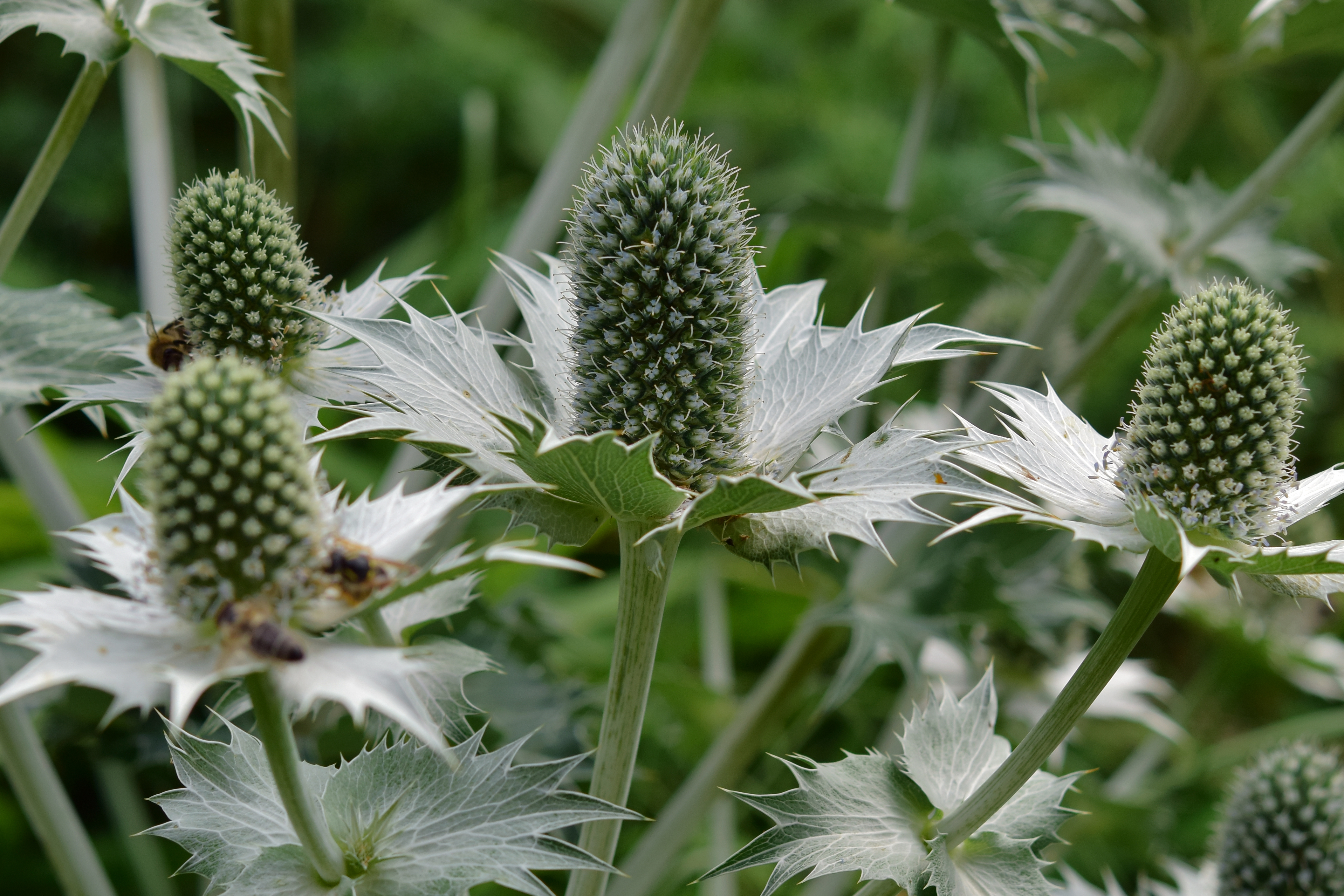
Синеголовник гигантский (Eryngium giganteum) с коротким початком